# Экологическая психология
Экологическая психология — дисциплина, имеющая в основе подходы нескольких школ психологии и изучающая психологические свойства окружающей среды, её воздействие на поведение и восприятие человека, влияние антропогенной среды на экологическое состояние нашей планеты и, как следствие, воздействие природной среды на экологическое сознание индивида. Экологическую психологию больше принято относить к естественным наукам, нежели к социальным. Данный подход направлен на создание концепции устойчивого развития мира.

## Происхождение

### Экологический подход Дж. Гибсона
Основоположником экологического подхода к изучению восприятия человека стал Джеймс Гибсон, американский психолог, а также сторонник «прямого восприятия». Он отказался от исследования восприятия в рамках когнитивистской концепции «непрямого реализма» в пользу экологического подхода, так как считал результаты, полученные в условиях реально существующей действительности более достоверными, чем полученные в рамках эксперимента, где условия воссоздаются искусственно и могут оказаться неполноценными. Кроме того, он отвергал идею обработки информации на уровне познания.
Согласно Гибсону, животные и окружающая среда неотделимы друг от друга. Животные не смогли бы выжить без окружающей среды, а окружающая среда не существовала бы без животных. Окружающая среда — это то, что мы воспринимаем ежесекундно. Человек обладает прямым восприятием. Таким образом, мы способны воспринимать всех существующих животных, но не способны воспринять то, что не видим глазами, например, атомы. Другими словами, для человека существует физический и экологический мир. О физическом мире у нас складывается понимание благодаря физике, химии, а экологический мир мы познаем благодаря органам чувств.

### Экологическая психология Р. Баркера
Теорию Р. Баркера чаще относят к психологии среды (environmental psychology), однако, эта дисциплина во многом пересекается с экологической психологией. В своей работе «Экологическая психология» (1968) Баркер говорил о том, что поведение человека зависит от того, в какой он оказывается среде. То есть, не зная, в каком контексте индивидом было совершено то или иное действие, невозможно предсказать его дальнейшие поступки.

## Методологические особенности
Отечественная наука всерьез начала заниматься изучением экологической психологии лишь в 90-е годы XX века. Причиной тому послужили нарастающие экологические кризисы, для предотвращения и минимизации которых требовалась перестройка общественного сознания. В качестве предмета экологической психологии как раз выступает экологическое сознание — индивидуальное или общественное.
При изучении взаимодействия человека с его природной средой, которая отличается от взаимодействия с неодушевленными физическими предметами и от общения с людьми, следует опираться не только на общепсихологический понятийный аппарат, но и прибегать к социальной психологии, психологии личности, психологии среды и психологической экологии.
Экологическая психология включает в себя исследование только взаимодействия человека с природной средой, исключая антропогенный фактор. Природная среда воспринимается как отдельные уникальные природные комплексы.
Экологическая психология выделяет следующие задачи:
- Создание типологии индивидуального и общественного экологического сознания (характеристика различных типов отношения к природной среде);
- Анализ развития в процессе социогенеза и онтогенеза (специфика взаимодействия человека с природной средой в зависимости как от исторического, религиозного, политического, культурного, экономического контекста, так и от личностного развития каждого индивида на разных этапах его жизни);
- Анализ индивидуальной и групповой специфики (стратегия взаимодействия с природной средой в зависимости от принадлежности индивида к той или иной социальной группе);
- Разработка принципов и методов диагностики (классификация системы экологических представлений, стратегий и тактик взаимодействия с природной средой).[1]

## Роль экологической психологии в современном мире
Исследования экопсихологической направленности нацелены на разработку концепции устойчивого развития и постепенный переход к нему. Под устойчивым развитием понимается жизнедеятельность человека, которая не ставит под угрозу благополучное существование на Земле будущих поколений. Концепция была поддержана не только учеными и специалистами в данной области, но и главами многих государств. Важным событием стала Конференция ООН в Рио-де-Жанейро, которая привела к нескольким решениям:
- Переход всего мирового сообщества на путь устойчивого развития;
- Развитие экологического сознания общества, акцент на новых ценностях в пользу защиты окружающей среды;
- Устранение уже имеющихся негативных последствий жизнедеятельности человека для природной среды.

Одним из ведущих специалистов в области экологической психологии в России на данный момент является В. И. Панов. Несмотря на то, что в России данное психологическое направление пока не имеет общепринятого понимания, в 1996 г. и в 2000 г. были проведены первая и вторая Российская конференция по экологической психологии, где широко обсуждалась её значимость и проблематика в условиях современного общества